# Diamant (rakieta)
Diamant (z fr. diament) – opracowywana w latach 1962–1965 francuska rakieta nośna niskiego udźwigu, pierwsza rakieta nośna zdolna wynieść satelitę nie będąca konstrukcją amerykańską bądź sowiecką. Konstrukcyjnie wywodzi się z rakiet sondażowych powstałych w ramach francuskiego programu wojskowego Pierres précieuses (z fr. kamienie szlachetne).

## Budowa
Powstały trzy warianty rakiety:

### Diamant A
Rakieta ta składała się z trzech członów. Pierwszy, wzorowany na rakietach Émeraude, o średnicy 1,34 m, długości 9,76 m i masie całkowitej 14 685 kg napędzany był czterema silnikami Vexin B, zasilanymi niesymetryczną dimetylohydrazyną i tetratlenkiem diazotu i zapewniającymi siłę ciągu 301,6 kN. Czas pracy silników pierwszego członu wynosił 93 sekundy. Drugi człon, konstrukcyjnie wywodzący się z rakiet Topaze, o średnicy 0,8 m i długości 4,7 m, i masie całkowitej 2815 kg, napędzany był silnikiem na paliwo stałe o sile ciągu 120 kN i pracował przez 39 sekund. Ostatni człon, P-6, o wymiarach 0,66x1,98 m był zasilany silnikiem na paliwo stałe o sile ciągu 29,4 kN. Czas pracy ostatniego członu wynosił 39 sekund. Rakieta była zdolna do wyniesienia satelity o masie 150 kg na niską orbitę okołoziemską.
Starty rakiety odbywały się z poligonu rakietowego Hamakir w Algierii.

### Diamant B
Z poprzedniej konstrukcji wykorzystywała jedynie człon drugi. Pierwszy człon został wydłużony do 14 m, a silniki Vexin B zastąpiono mocniejszymi jednostkami Vexin C o łącznej sile ciągu 396,5 kN. Silnik członu trzeciego poszerzono do 0,8 m, skrócono jego długość do 1,67 m i zwiększono jego siłę ciągu do 50 kN.
Starty tej wersji rakiety odbywały się na terenie Gujańskiego Centrum Kosmicznego.

### Diamant BP4
Ostatnia wersja rakiety wykorzystywała pierwszy i trzeci człon wersji B. Dotychczas używaną konstrukcję drugiego członu zastąpiono silnikiem P-4, wywodzącym się od drugiego stopnia pocisku taktycznego MSBS, a także poszerzono przestrzeń ładunkową do 1,38 m. Starty odbywały się na terenie Gujańskiego Centrum Kosmicznego.

## Starty

### Diamant A
1. 26 listopada 1965, 14:47 GMT; miejsce startu: Hamakir (Brigitte), Algieria
Ładunek: Astérix; Uwagi: start udany
2. 17 lutego 1966, 08:33 GMT; miejsce startu: Hamakir (Brigitte), Algieria
Ładunek: Diapason; Uwagi: start udany
3. 8 lutego 1967, 10:39 GMT; miejsce startu: Hamakir (Brigitte), Algieria
Ładunek: Diadéme 1; Uwagi: start nieudany – satelita wyniesiony na zbyt niską orbitę
4. 15 lutego 1967, 14:47 GMT; miejsce startu: Hamakir (Brigitte), Algieria
Ładunek: Diadéme 2; Uwagi: start udany

### Diamant B
1. 10 marca 1970, 12:20 GMT; miejsce startu: Gujańskie Centrum Kosmiczne (ALD), Gujana Francuska
Ładunek: Mika, Wika; Uwagi: start udany
2. 12 grudnia 1970, 13:04 GMT; miejsce startu: Gujańskie Centrum Kosmiczne (ALD), Gujana Francuska
Ładunek: Péole; Uwagi: start udany
3. 15 kwietnia 1971, 09:19 GMT; miejsce startu: Gujańskie Centrum Kosmiczne (ALD), Gujana Francuska
Ładunek: Tournesol; Uwagi: start udany
4. 5 grudnia 1971, 16:20 GMT; miejsce startu: Gujańskie Centrum Kosmiczne (ALD), Gujana Francuska
Ładunek: Polaire; Uwagi: start nieudany – awaria 2. członu
5. 21 maja 1973, 08:47 GMT; miejsce startu: Gujańskie Centrum Kosmiczne (ALD), Gujana Francuska
Ładunek: Castor; Uwagi: start nieudany – nie oddzieliła się osłona ładunku

### Diamant BP4
1. 6 lutego 1975, 16:35 GMT; miejsce startu: Gujańskie Centrum Kosmiczne (ALD), Gujana Francuska
Ładunek: Starlette; Uwagi: start udany
2. 17 maja 1975, 10:32 GMT; miejsce startu: Gujańskie Centrum Kosmiczne (ALD), Gujana Francuska
Ładunek: Castor, Pollux; Uwagi: start udany
3. 27 września 1975, 08:37 GMT; miejsce startu: Gujańskie Centrum Kosmiczne (ALD), Gujana Francuska
Ładunek: Aura; Uwagi: start udany